# John Pennycuick

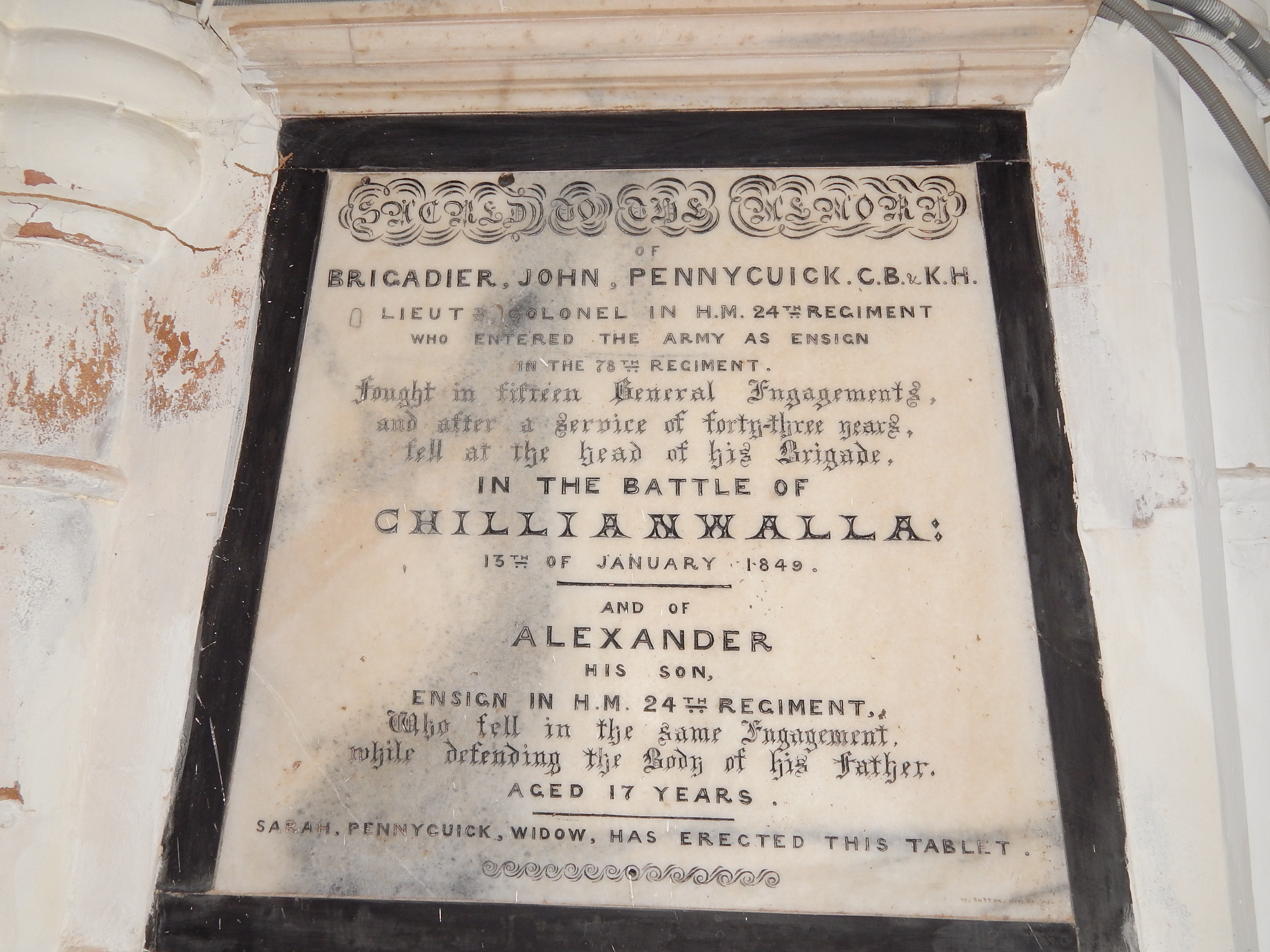
Targa in ricordo di John e Alexander Pennycuick, chiesa di San Giacomo a Sialkot

John Pennycuick (Soilzarie, 28 ottobre 1789 – Chillianwala, 13 gennaio 1849) è stato un militare britannico. Prestò servizio a Giava, in Birmania, ad Aden, in Afghanistan, in Pakistan e in India e fu ucciso nella battaglia di Chillianwala durante la seconda guerra anglo-sikh.

## Carriera militare
Pennycuick si arruolò nella milizia di Edimburgo come allievo ufficiale nel 1806. Entrò nell'esercito regolare l'anno successivo come allievo ufficiale nel 78º Reggimento di fanteria. Nel 1811 prestò servizio nella guerra anglo-olandese per Giava e fu ferito nell'assedio del forte di Meester Cornelis (odierno Jatinegara). Nel 1812 fu promosso tenente e nel 1821 capitano. Nel 1825 si arruolò nel 47º Reggimento di fanteria e combatté nella prima guerra anglo-birmana tra il 1825 e il 1826. Promosso maggiore nel 1834, ma senza un incarico reggimentale, l'anno successivo entrò nel 17º Reggimento di fanteria. Nel 1837 fu nominato cavaliere dell'Ordine reale guelfo e nel 1839 prestò servizio nella prima guerra anglo-afghana, durante la quale partecipò alla battaglia di Ghazni. Il 13 novembre 1839 comandò il gruppo d'assalto durante la cattura della fortezza beluci di Kalat. Nel 1840 fu promosso tenente colonnello e nominato commendatore dell'Ordine del Bagno. Nel 1841 prestò servizio nei pressi di Aden.

## Seconda guerra anglo-sikh
Nel 1848 passò dal 17º Reggimento al 24º Reggimento di fanteria. Più tardi nello stesso anno, durante la seconda guerra anglo-sikh, comandò una brigata composta dal 24º Reggimento e da battaglioni di fanteria nativa del Bengala, inquadrata nella 3ª Divisione agli ordini prima del maggior generale Joseph Thackwell e poi di Sir Colin Campbell. La sua brigata guidò l'attacco ordinato da Hugh Gough nella battaglia di Chillianwala del 13 gennaio 1849.  Dopo essersi lanciato all'attacco per impadronirsi dei cannoni sikh, il 24º Reggimento perse il contatto con il resto della brigata e rimase esposto al fuoco nemico proveniente dalla giungla circostante. Il 24º Reggimanto fu respinto e perse la sua insegna. Pennycuick e il tenente colonnello Brooks del 24º Reggimento furono uccisi insieme ad altri 20 ufficiali e 497 soldati, tra cui il figlio diciassettenne di Pennycuick, che prestava servizio come alievo ufficiale.

## Famiglia
Nel 1820 Pennycuick aveva sposato Sarah Farrell, figlia del vicario di Rathcline, nella contea di Longford. Il figlio maggiore, James Farrell Pennycuick, arruolatosi nell'esercito britannico, prestò servizio nella guerra di Crimea e durante i moti indiani del 1857 e andò in pensione con il grado di generale. Il figlio minore, il colonnello John Pennycuick, divenne ingegnere e funzionario dell'esercito britannico e prestò servizio anche in India. Suo figlio Alexander cadde nella battaglia di Chillianwala all'età di 17 anni, mentre difendeva il corpo del padre. Il figlio minore, Charles Edward Ducat Pennycuick, fu sindaco di Colombo, direttore generale delle poste e segretario alle finanze di Ceylon. Suo nipote, Sir John Pennycuick, fu avvocato e giudice. La figlia maggiore, Ruth Pennycuick, sposò il pastore scozzese James Bruce Gill, fratello dell'astronomo David Gill.